# لجنة الممارسة الإعلانية
لجنة الممارسات الإعلانية (CAP) هي المنظمة الشقيقة ، التي تديرها هيئة معايير الإعلانات (ASA ) هي هيئة مقرها المملكة المتحدة متخصصة في الإعلانات وترويج المبيعات والتسويق المباشر و تنظم العمليات التسويقية.

## الدور والمسؤوليات
تعتبر CAP ، إلى جانب ASA ، مسؤولة في المقام الأول عن المراجعة والتحديث المستمر للمدونة البريطانية للإعلان والتسويق المباشر وترويج المبيعات (CAP Code) ، من خلال فريق سياسة الكود التابع لها. وتحتوي CAP أيضًا على فريق مراقبة وفريق الامتثال وفريق تقديم المشورة.
تعمل مع المعلنين في مختلف الصناعات والقطاعات لضمان امتثالهم لقانون الإعلانات ، على الرغم من أن بعض القواعد قابلة للتنفيذ قانونًا ، إلا أن الغالبية ذاتية التنظيم وتستند إلى التزام أصحاب المصلحة المعنيين باتباع أفضل الممارسات. يوفر برنامج CAP التدريب والمشورة للمعلنين لمساعدتهم على فهم الطرق المثلى ، ويتم إجراء الكثير منها مجانًا.
تشمل الصناعات التي تركز بشكل خاص على CAP من حيث القواعد والمبادئ التوجيهية للإعلان، الكحول والمقامرة.